# آموزش در ایتالیا
آموزش در ایتالیا از ۶ تا ۱۶ سالگی اجباری است و به پنج مرحله: مهدکودک (scuola dell'infanzia)، دبستان (scuola primaria یا scuola elementare)، دوره متوسطه اول (scuola secondaria di primo grado). یا scuola media inferiore)، دوره متوسطه دوم (scuola secondaria di secondo grado یا scuola media superiore)، و دانشگاه (università) تقسیم می‌شود. تحصیل در ایتالیا رایگان است و تحصیل رایگان برای خردسالان همه ملیت‌ها که ساکن ایتالیا هستند در دسترس است. ایتالیا دارای سیستم آموزشی خصوصی و دولتی است.
در سال ۲۰۱۸، آموزش متوسطه ایتالیا کمتر از میانگین سازمان توسعه و همکاری اقتصادی ارزیابی شد. امتیاز ایتالیا در بخش قرائت و علوم کمتر از میانگین سازمان توسعه و همکاری اقتصادی و در ریاضیات نزدیک به میانگین این سازمان است. میانگین عملکرد در ایتالیا در بخش قرائت و علم کاهش یافت و در ریاضیات ثابت ماند. ترنتو و بولتسانو در قرائت امتیاز بالاتری از میانگین ملی کسب کردند. شکاف گسترده‌ای بین مدارس شمالی که عملکرد تقریباً متوسطی دارند، و مدارس جنوب که نتایج بسیار ضعیف‌تری داشتند، وجود دارد.
تحصیلات عالی در ایتالیا بین دانشگاه‌های دولتی، دانشگاه‌های خصوصی و معتبر و مدارس عالی تحصیلات تکمیلی منتخب، همچون مدرسه عالی عادی پیزا (Scuola Normale Superiore di Pisa) پخش می‌شود. در سال ۲۰۱۹، ۳۳ دانشگاه ایتالیایی در بین ۵۰۰ دانشگاه برتر جهان قرار گرفتند و پس از بریتانیا و آلمان، از لحاظ تعداد در رتبه سوم اروپا قرار داشتند. دانشگاه بولونیا، که در سال ۱۰۸۸ تأسیس شد، قدیمی‌ترین دانشگاه در حال فعالیت مداوم، و همچنین یکی از مؤسسات آکادمیک پیشرو در ایتالیا و اروپا است. دانشگاه بوکونی، دانشگاه کاتولیک قلب مقدس، لوئیس، دانشگاه پلی‌تکنیک تورین، دانشگاه پلی‌تکنیک میلان، دانشگاه ساپینزای رم و دانشگاه میلان نیز در بین بهترین‌های جهان قرار دارند.

## آموزش ابتدایی
مدرسه ابتدایی (scuola primaria، همچنین به عنوان scuola elementare شناخته می‌شود)، معمولاً با سه سال مدرسه غیراجباری مهد کودک (یا کودکستان، asilo) انجام می‌شود. دوره ابتدایی پنج سال طول می‌کشد. تا مقطع راهنمایی، برنامه درسی آموزشی برای همه دانش‌آموزان یکسان است: اگرچه می‌توان در یک مدرسه خصوصی یا دولتی تحصیل کرد، موضوعات مورد مطالعه یکسان است (به استثنای مدارس ویژه نابینایان یا کم‌شنوایان): به دانش آموزان در دروس زبان ایتالیایی، زبان انگلیسی، ریاضیات، علوم طبیعی، تاریخ، جغرافیا، مطالعات اجتماعی و تربیت بدنی آموزش پایه داده می‌شود. برخی از مدارس همچنین دارای دروس زبان اسپانیایی یا فرانسوی، هنرهای موسیقی و هنرهای تجسمی هستند.
تا سال ۲۰۰۴، دانش‌آموزان برای دسترسی به مدرسه راهنمایی (scuola secondaria di primo grado) باید امتحانی را پشت سر می‌گذاشتند که شامل یک مقاله کوتاه به زبان ایتالیایی، یک آزمون ریاضی کتبی و یک آزمون شفاهی در مورد موضوعات دیگر بود. این امتحان متوقف شده است و دانش آموزان می‌توانند مستقیماً وارد دوره راهنمایی شوند.
معمولاً دانش آموزان، مدرسه ابتدایی را از سن ۶ سالگی شروع می‌کنند، اما دانش آموزانی که بین ژانویه و مارس متولد شده‌اند و هنوز ۵ سال دارند می‌توانند زودتر به مدرسه ابتدایی دسترسی پیدا کنند. به این پریمینا (primina) می‌گویند و به دانش آموزانی که این امر را به انجام می‌رسانند، آنتی‌کیپاتاری (anticipatari) می‌گویند. به عنوان مثال دانش آموز متولد فوریه ۲۰۰۲ می‌تواند با دانش آموزان متولد ۲۰۰۱ در مقطع ابتدایی حضور پیدا کند.
تا دوره تحصیلی سال ۲۰۰۳–۲۰۰۴، دانش‌آموزان مدارس ابتدایی ایتالیایی باید در امتحان کلاس پنجم، امتحان پایان دوره ابتدایی (Licenza di scuola elementare) شرکت می‌کردند.

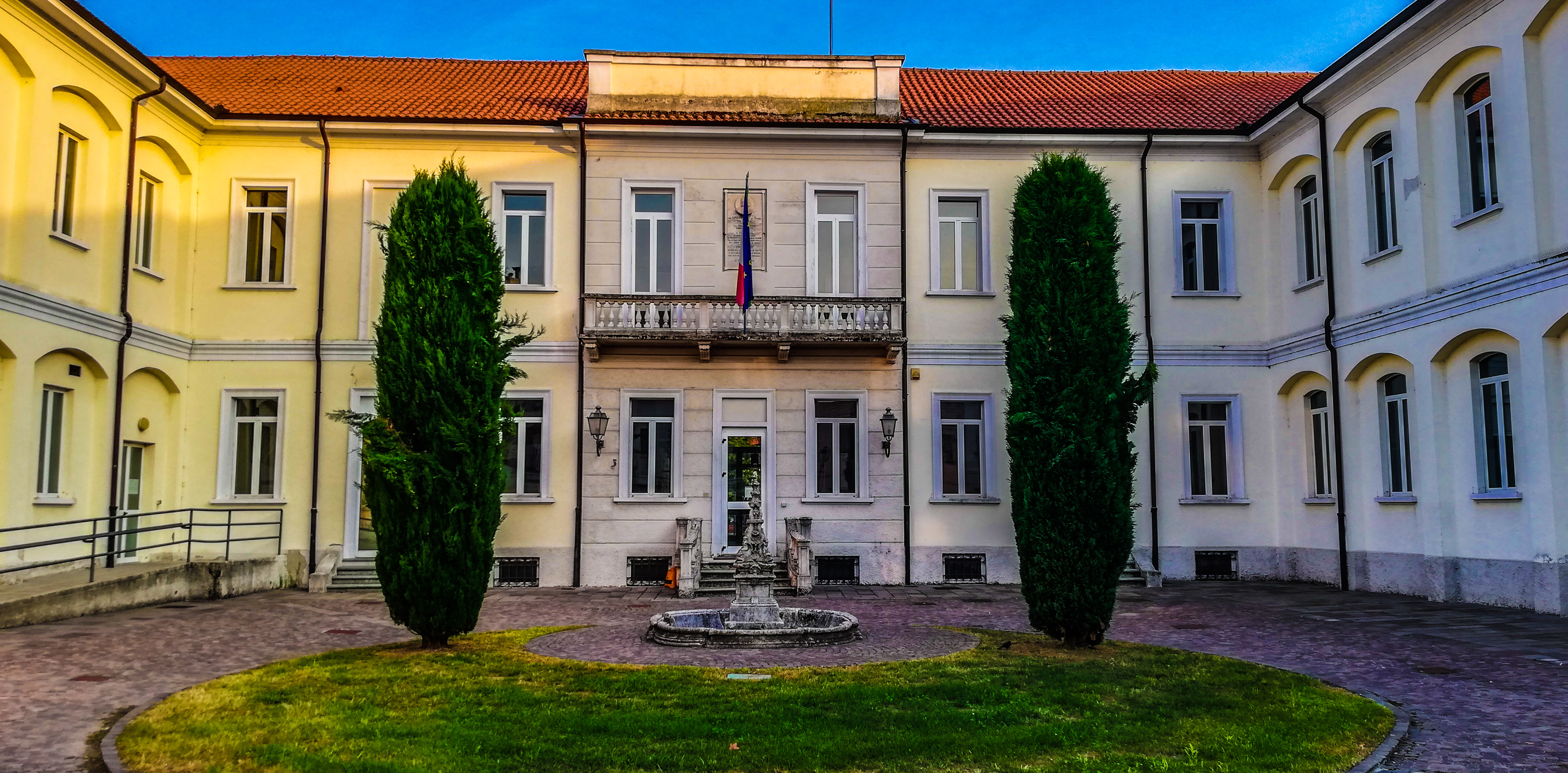
مدرسه ابتدایی در پارابیاگو، لمباردی

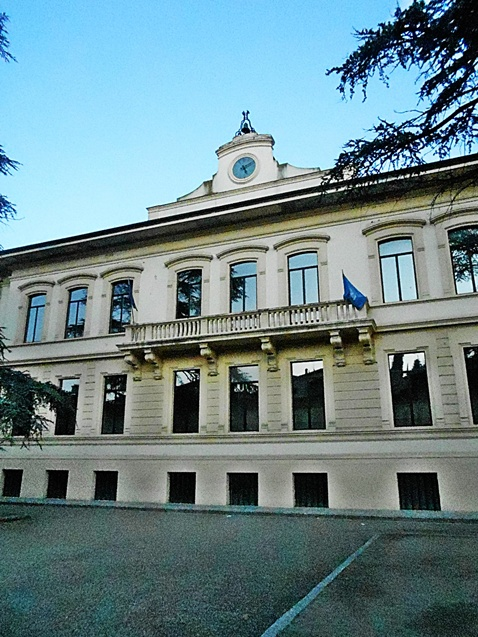
مدرسه ابتدایی در سینیا، توسکانی